# Bergslagsfolk
Bergslagsfolk är en svensk dramafilm från 1937 i regi av Gunnar Olsson. I huvudrollerna ses Karin Ekelund, Sten Lindgren och Arnold Sjöstrand. 

## Handling
En gruvingenjör kommer till den lugna byn Nimansberg i Bergslagen och försöker övertyga bönderna att satsa på gruvbrytning. Han får med sig alla utom skeptiska bonden Bertil Åkerman.

## Om filmen
Filmen hade premiär den 25 oktober 1937 i Göteborg, Helsingborg, Norrköping, Sundsvall, Uppsala och Örebro samt på biograf Saga i Stockholm.

## Rollista i urval
- Karin Ekelund – Karin Löwenskiöld
- Sten Lindgren – Bertil Åkerman
- Arnold Sjöstrand – Rudolf Lunding, gruvingenjör
- Hugo Björne – Håkan Löwenskiöld, kapten
- Gerda Björne – Anne-Marie Löwenskiöld
- Hjalmar Peters – Persson, bonde
- Hartwig Fock – Larsson, gruvfogde
- Ingrid Luterkort – Perssons piga
- Frithiof Bjärne – Perssons dräng
- Alma Bodén – Johanna, Bertils hushållerska
- John Ericsson – bonde
- Helga Brofeldt – bondens hustru